# Call of Duty: Modern Warfare: Mobilized
『Call of Duty: Modern Warfare: Mobilized』（こーる おぶ でゅーてぃ もだん うぉーふぇあ もびらいずど）は2009年に発売されたニンテンドーDS用ファーストパーソン・シューティングゲーム。コール オブ デューティシリーズの一作品である本作は『コール オブ デューティ モダン・ウォーフェア 2』と同じ設定であり、アイアンサイトの使用や車両ミッションを含むシリーズに典型的な多くの要素を含んでいる。モダン・ウォーフェア２発売日の2009年11月10日にアクティビジョンが本作を発売した。日本未発売。

## ゲーム
本作は過去作の『コール オブ デューティ4 モダン・ウォーフェア』や『コール オブ デューティ ワールド・アット・ウォー』と同じFPSゲームである。モビライズドは新武器と新車両やコンピューターターミナルのハッキングのような新たなミニゲームやUAV偵察ドローン及びAC130の操作も含んでいる。
本作は最大6人までのオンライン対戦に対応しており、相手の基地に爆弾を運ぶ「Sabotageモード」やウェーブで一度に発生する敵をかわすサバイバルモード及びプレイヤーがポイントや実績解除するためにシングルキャンペーンを制限時間以内に完了しなければならないアーケードモードがある。
本作は新たなインターフェイスを持ち、操作性と移動性が改善している。敵は戦闘中にカバーしながら戦うほか、ショットガンを装備しているときは接近してきたり、プレイヤーが部屋に入った時に退却したり、グレネードの投擲を行うなどAIも改善している。

## ストーリー
モビライズドは『コール オブ デューティ モダン・ウォーフェア2』と同じストーリーではない。過去のニンテンドーDS向けコールオブデューティゲームのようにストーリーはコンソール版やPC版の「もう一つの物語」のように機能している。
このゲームは『コール オブ デューティ4 モダン・ウォーフェア』の5年後が舞台である。 統治者であるファルハド皇太子は超国家主義者によって国を去った。この間、彼は国家主義者達に対抗するために核兵器を購入することを決めた。 SASのワートグ部隊とアメリカ海兵隊のゴーファー部隊は、核兵器の製造と起爆を防ぐために迅速に協力した。核兵器はアヤラ大佐によって供給されることが判明しておりオニール軍曹とゴーファー部隊はアヤラ大佐の確保を命じられていた。彼らは大佐が滞在する施設に侵入したが彼は既に殺されていた。彼のコンピュータから回収した情報でSASは北側の兵器工場にあるとみられた。その後、工場に潜入したが、既に核兵器は移送されていた。工場の支柱に爆発物を設置後ゴーファー部隊は工場を脱出した。
その後、チームは核兵器輸送用車両のルートを見渡せる崖まで進み、FGM-148ジャベリンで車両を護衛している戦車を破壊した。チームはボートでその地域を去り、クリーナーが核兵器を回収できるようにしていたがアヤラ大佐の反乱兵によって奪取されてしまった。その後、ザック・パーカーとワートグ部隊には、核が部隊がいる地点の北側で見つかったことが警告された。核が隠された可能性のある全てのエリアを調査するためにUAV偵察ドローンが送られた。最終的に3つの異なる場所に絞られ、ハズマットロボットを使用して調査された。核は最後の場所にあると考えられていたが、大量の放射線だけが残されていた。ワートグ部隊は、3番目の場所にあったハンヴィーで核兵器が存在すると噂された造船所に向かった。チームは、造船所を襲撃し複数の倉庫を確認したが、核が既に移送されていたことが判明した。ワートグ部隊は、核兵器を取り戻すことができず核の移送先も不明のままだった。SASはどこに核があるのか知っているAl-Baqという情報提供者がいるという情報を受け取った。アメリカ海兵隊はゴーファー部隊をAl-Baqの所在地まで護衛するために戦車部隊を同伴させた。
戦車が大破したことで、ゴーファー部隊はAl-Baqの所在地まで徒歩で向かった。 彼らは敵の補給拠点に向かって戦い、その後Al-Baqの元へ向かった。Al-Baqが確保されると、彼は核兵器が無名の都市の海岸の石油プラットフォームにあると明らかにした。海兵隊はワートグ部隊をヘリで市内に運んだ。石油プラットフォームへの空からの接近は危険であるため、海岸に向かいボートを入手後、石油プラットフォームに到着した。部隊は戦いながらプラットフォームの上層へと向かっていったが核を積んだヘリコプターが出発した。その後、ヘリコプターはロシアの発電所に向かったと追跡され、AC-130ガンシップは発電所へ向かうゴーファー部隊を上空から援護した。ゴーファー部隊は、発電所の内部に向かっていったが核兵器は既に装備されていた。しかしオニール軍曹は、核兵器の無力化に成功しロシアへの被害を阻止した。ファルハド皇太子が発電所から逃走したことで、ファルハードの国への侵攻が疑わしいものとなった。

## 評価
本作は概ね好意的なレビューを受けており(しかしコンソール版よりもかなり低下している)、Metacritcのスコアは73点であった 。Gamer.nlは本作を10点中7点と評価し、「モビライズドは携帯向け作品としてかなり楽しい」 と述べた。